# Lithosmylus columbianus
Lithosmylus columbianus là một loài côn trùng trong họ Osmylidae thuộc bộ Neuroptera. Loài này được Cockerell miêu tả năm 1908.